# الغارة الجوية على طوكيو

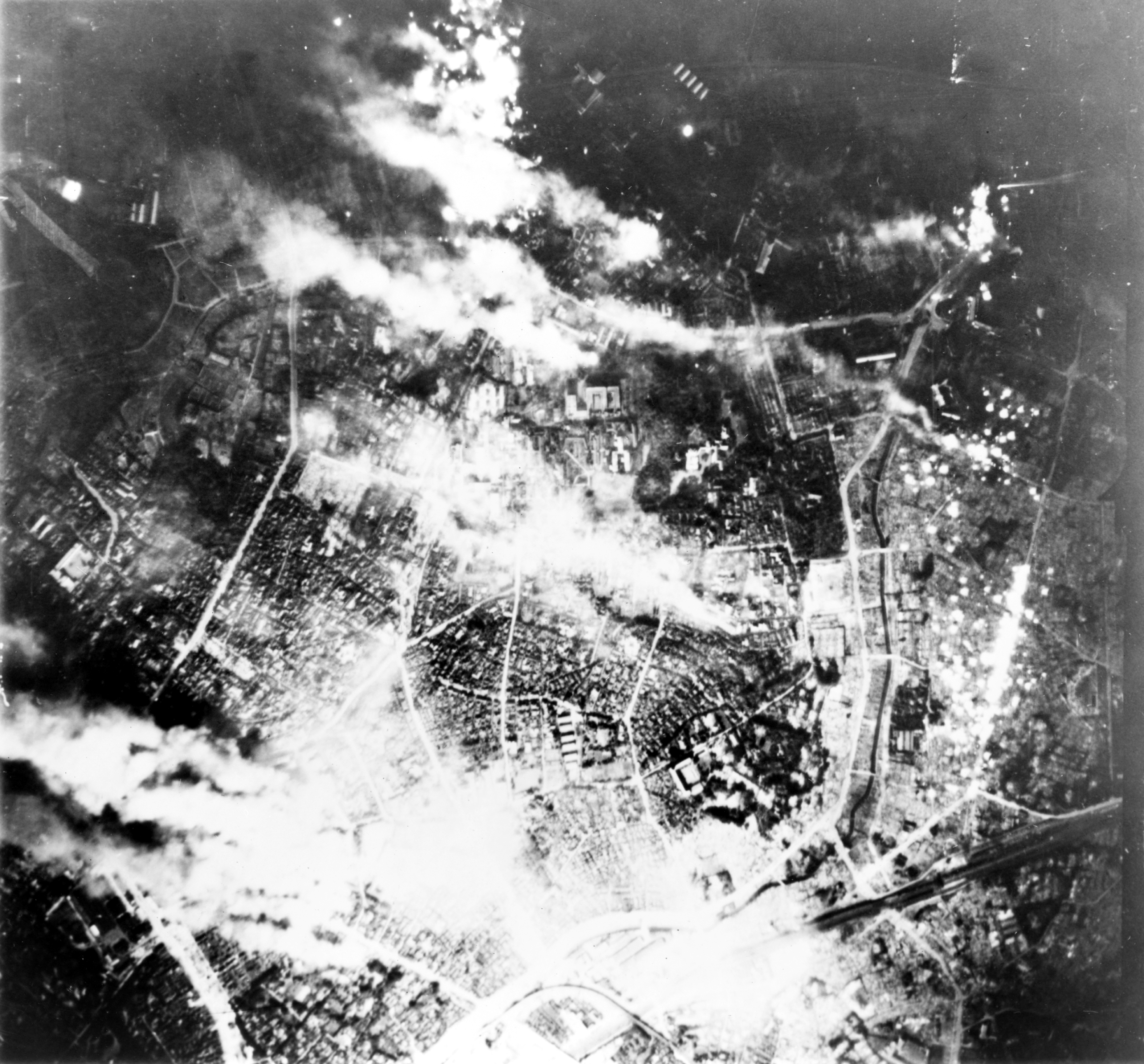
صورة جوية لطوكيو أثناء الغارة سنة 1945م.

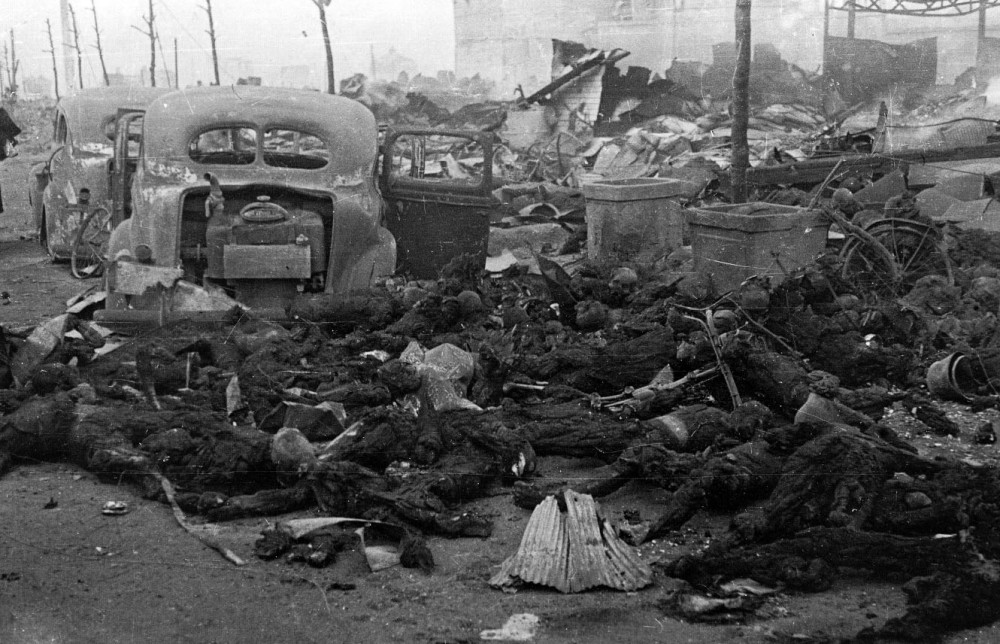
ضحايا الغارة الأمريكية على طوكيو.

الغارة الجوية على طوكيو أو انفجار طوكيو (بالإنجليزية: Bombing of Tokyo)‏ (باليابانية: 東京大空襲) ، هي عملية عسكرية أمريكية بدأت منذ عام 1942م بغارة جوية محدودة على العاصمة اليابانية طوكيو ، وأزدادت الغارات الجوية الأمريكية غاراتها منذ 17 نوفمبر سنة 1944م إلى أن توقفت في 15 أغسطس سنة 1945م، ونتجت عن هذه الغارة مقتل أكثر من 200 ألف ياباني وتشريد أكثر من مليون شخص، معظم ضحايا الغارة الأمريكية من المدنيين. بالمقارنة، فإن القصف الذري على هيروشيما في أغسطس/آب 1945م أدى إلى مقتل ما يتراوح بين 70 ألفاً و150 ألف شخص على الفور. كان قصف طوكيو (١٠ مارس ١٩٤٥)، الاسم الرمزي لعملية Meetinghouse، هي الغارة الجوية الأكثر تدميراً في تاريخ البشرية، حيث تم تدمير41 كم مربعًا؛ (10,000 فدان) من وسط طوكيو. 
كان أكثر من نصف صناعة طوكيو منتشرة بين الأحياء السكنية والتجارية؛ وأدى القصف بالقنابل الحارقة إلى خفض إنتاج المدينة إلى النصف. وقد وصف بعض المحللين المعاصرين في فترة ما بعد الحرب هذه الغارة بأنها جريمة حرب بسبب استهداف البنية التحتية المدنية والخسارة الجماعية في أرواح المدنيين.

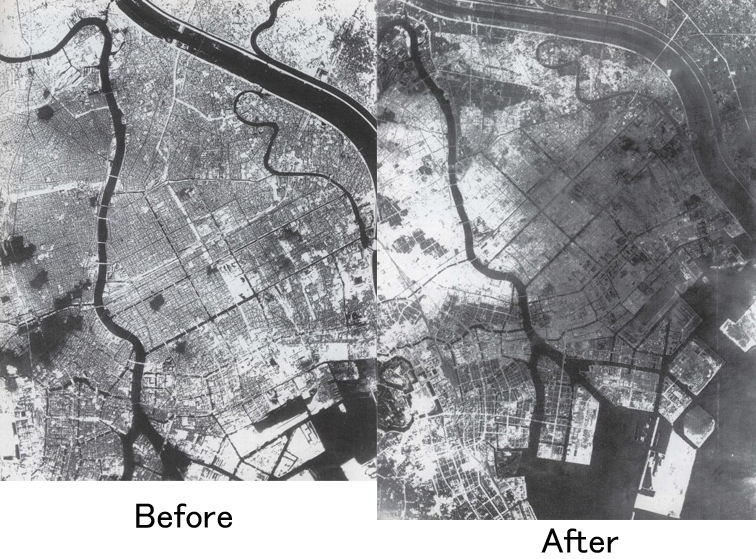
صورة جوية لطوكيو قبل وبعد القصف.

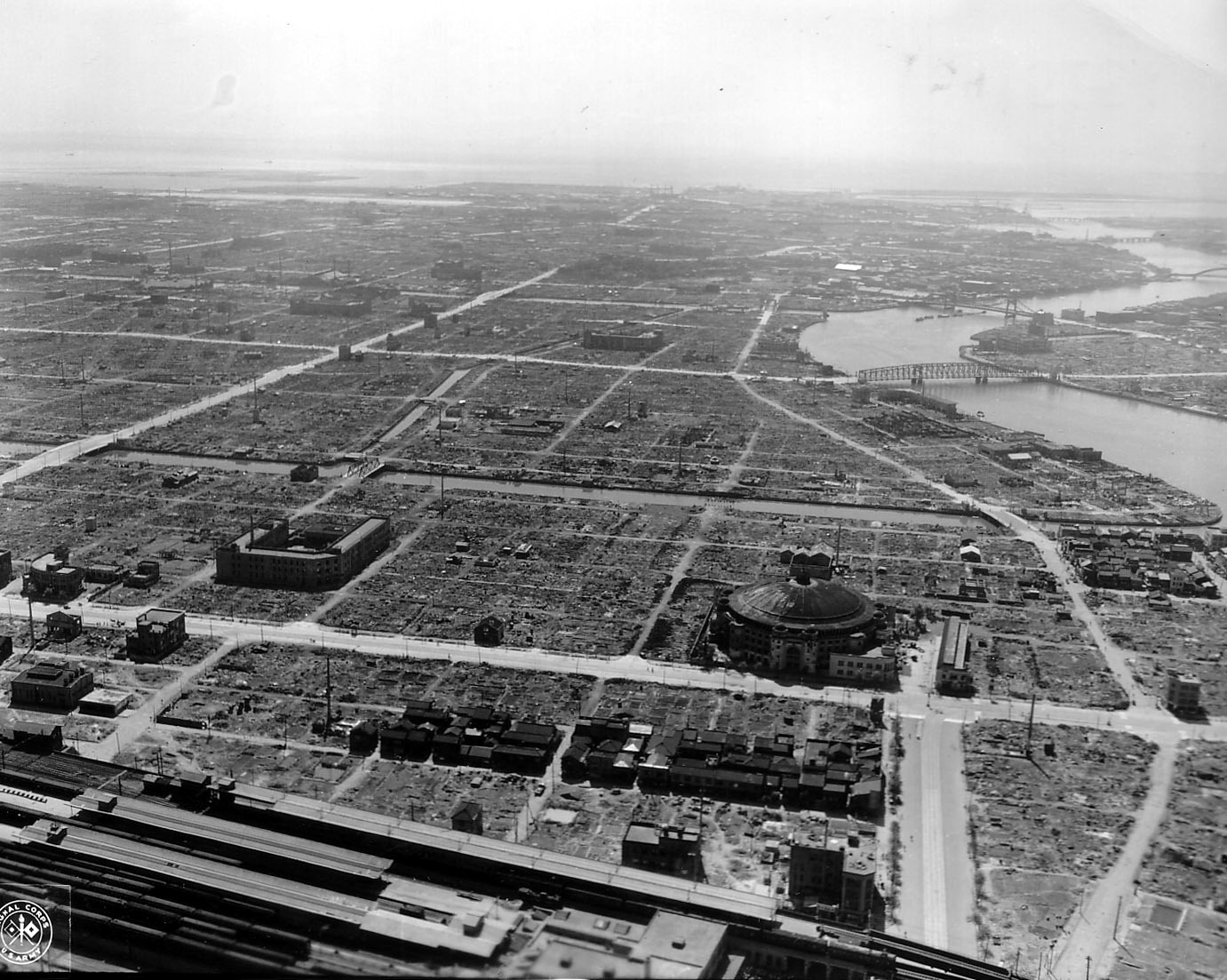
صورة جوية لطوكيو بعد الحرب.